# Hyōshigi

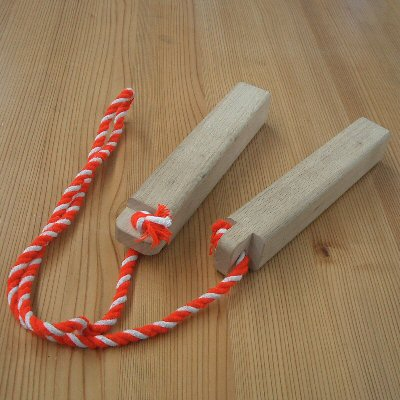
Hyoshigi.

Le hyōshigi (拍子木) est un instrument à percussion japonais, composé de deux pièces en bois dur ou en bambou reliées entre elles par une cordelette ornementale. Les hyoshigi sont utilisés dans les théâtres traditionnels japonais pour annoncer le début des représentations. Les bouts de bois sont claqués l'un contre l'autre ou sur le plancher pour créer un son.